# Cantone di Rai
Il Cantone di Rai è una divisione amministrativa dell'Arrondissement di Alençon, dell'Arrondissement di Argentan e dell'Arrondissement di Mortagne-au-Perche.
È stato costituito a seguito della riforma approvata con decreto del 25 febbraio 2014, che ha avuto attuazione dopo le elezioni dipartimentali del 2015.

## Composizione
Comprende i 35 comuni di:
- Anceins
- Aube
- Les Authieux-du-Puits
- Beaufai
- Bocquencé
- Champ-Haut
- Couvains
- Échauffour
- Écorcei
- Fay
- La Ferté-Frênel
- Gauville
- La Genevraie
- Glos-la-Ferrière
- Godisson
- La Gonfrière
- Heugon
- Lignères
- Mahéru
- Ménil-Froger
- Le Ménil-Vicomte
- Le Merlerault
- Monnai
- Nonant-le-Pin
- Planches
- Rai
- Saint-Evroult-Notre-Dame-du-Bois
- Saint-Germain-de-Clairefeuille
- Saint-Nicolas-des-Laitiers
- Saint-Nicolas-de-Sommaire
- Saint-Pierre-des-Loges
- Saint-Symphorien-des-Bruyères
- Sainte-Gauburge-Sainte-Colombe
- Touquettes
- Villers-en-Ouche